# Bisaltes spegazzinii
Bisaltes spegazzinii là một loài bọ cánh cứng trong họ Cerambycidae.